# Ostersuppe

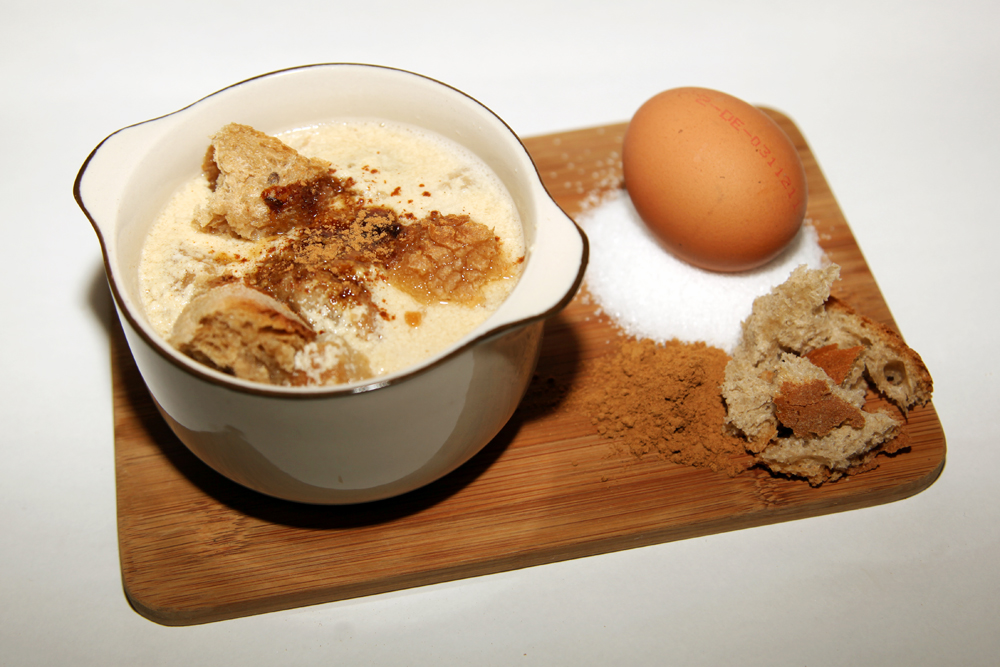
Traditionelle Ostersuppe mit typischen Zutaten

Ostersuppe, auch Gelbe Ostersuppe oder Schwedische Suppe genannt, bezeichnet eine einfache Suppe, die hauptsächlich aus Eiern, Milch und Bier besteht. Die Rezeptur ist mindestens seit dem 16. Jahrhundert schriftlich überliefert und wurde häufig von einfachen Leuten oder für das Gesinde zubereitet.

## Zubereitung
Für die Ostersuppe werden Eier mit etwas Mehl verrührt und mit Milch und Bier aufgegossen. Dem Ganzen werden Semmelbrocken beigemischt und die Suppe wird zum Sieden gebracht, anschließend noch mit Sirup, Zucker oder Zimt gesüßt. Aufgrund seiner Süßkraft wurde zumeist dunkles Bier verwendet, zum Verfeinern der Suppe wurde Weißwein empfohlen.
Die Suppe stand vor allem zu Ostern und zur Erntezeit auf dem Speiseplan zumeist ärmerer Leute oder wurde für das Gesinde und die Haus- und Hofangestellten zubereitet, da die Zutaten auf den Bauernhöfen für gewöhnlich ausreichend vorhanden waren und die Suppe damit preiswert wurde. Außerdem galt sie als schnell sättigend und wurde deswegen auch angerichtet, wenn unangekündigte Gäste zum Essen erschienen und die eigentlich vorbereiteten, besseren Gerichte nicht ausreichten.
Die Bezeichnung Gelbe Ostersuppe beruht auf der Farbe des Gerichts, die durch die Eier und durch das Bier (wenn nicht eine zu dunkle Sorte verwendet wurde) entstand. Schwedische Suppe heißt sie laut Christian Friedrich Germershausen, weil sie ursprünglich von ebenda stammte.

## Sprichwort
In Joseph Eiseleins Werk Die Sprichwörter und Sinnreden des deutschen Volkes in alter und neuer Zeit ist das Sprichwort „Das ist nicht einer gelben Ostersuppe werth“ überliefert, das auf den geringen Wert des Gerichts schließen lässt.